# 共済組合
日本における共済組合（きょうさいくみあい）とは、公務員および私立学校教職員を対象とした公的社会保障を運営する社会保険組合（公益法人等）である。組合は医療保険（公的医療保険制度）及び年金保険の役割を担っており、組合員は健康保険法に基づく保険料の徴収・各種給付が行なわれない。
| 保険者     | 法人数 | 加入者数                           |
| ---------- | ------ | ---------------------------------- |
| 国家公務員 | 20団体 | 9,000千人 （本人4,501、家族4,499） |
| 地方公務員 | 64団体 | 9,000千人 （本人4,501、家族4,499） |
| 私学教職員 | 1団体  | 9,000千人 （本人4,501、家族4,499） |

| 国民年金（第1階）                                                 |             |
| 第1号被保険者                                                     | 1,449万人   |
| 第2号被保険者                                                     | 4,513万人   |
| 第3号被保険者                                                     | 793万人     |
| 被用者年金（第2階）                                               |             |
| 厚生年金保険                                                      | 4,047万人   |
| 公務員等                                                          | （466万人） |
| その他の任意年金                                                  |             |
| 国民年金基金 / 確定拠出年金（401k） / 確定給付年金 / 厚生年金基金 |             |

## 共済組合の種類
共済組合は組合組織であるが、下記の法律により法人格を有している。

### 国家公務員共済組合
国家公務員共済組合法を根拠とする。
- 国家公務員共済組合連合会（KKR）に加入している者（20団体）
  - 衆議院共済組合 - 国立国会図書館も含む
  - 参議院共済組合
  - 内閣共済組合 - 人事院および環境省も含む
  - 総務省共済組合
  - 法務省共済組合
  - 外務省共済組合
  - 財務省共済組合
  - 文部科学省共済組合 - 国立学校職員および国立大学病院職員も含む
  - 厚生労働省共済組合
  - 農林水産省共済組合
  - 経済産業省共済組合
  - 国土交通省共済組合
  - 防衛省共済組合
  - 裁判所共済組合
  - 会計検査院共済組合
  - 刑務共済組合 - 刑務官、法務教官が加入
  - 厚生労働省第二共済組合 - 国立ハンセン病療養所、国立病院機構、国立高度専門医療研究センター職員が加入
  - 林野庁共済組合
  - 日本郵政共済組合 - 日本郵政グループの各社員および郵便貯金簡易生命保険管理・郵便局ネットワーク支援機構（郵政管理・支援機構）[4]職員が加入[注釈 1]
  - 国家公務員共済組合連合会職員共済組合

これらの共済組合に加入する者の被保険者証の保険者番号は、31から始まる8桁の番号からなる。

### 各種地方公務員共済組合
地方公務員等共済組合法を根拠とする。
- 地方公務員共済組合連合会に加入している者[5]
  - 東京都職員共済組合（1団体） - 都職員と特別区職員
  - 地方職員共済組合（1団体） - 道府県職員と地方団体関係団体職員
  - 指定都市職員共済組合（10団体） - 政令指定都市職員。1市1組合（ただし、仙台市以降に政令指定都市になった市の職員は市町村職員共済組合）
  - 市町村職員共済組合（47団体、全国市町村職員共済組合連合会） - 市町村職員（一部の市、政令指定都市を除く）。都道府県ごとに1組合
  - 都市職員共済組合（3団体、全国市町村職員共済組合連合会） - 市町村職員共済組合に加わっていない一部の市の職員。1市1組合（北海道都市職員共済組合及び愛知県都市職員共済組合は複数の市で1組合）
  - 警察共済組合（1団体） - 都道府県警察職員、警察庁職員、および地方警務官が加入。
  - 公立学校共済組合（1団体） - 公立学校職員、都道府県教育委員会とその教育機関の職員が加入。

### 私立学校教職員共済制度
私立学校教職員共済法を根拠とする。
- 日本私立学校振興・共済事業団 共済事業本部（私学共済）

### 新規加入を停止した組合

#### 現存する組合
以下の共済組合は厚生年金に統合され、現在は厚生年金に統合されなかった期間の長期給付事業のみを行なっている。
- 日本たばこ産業共済組合（1997年に統合、短期給付はジェイティ健康保険組合に移行）
- 日本電信電話公社共済組合（1997年に統合、短期給付はエヌ・ティ・ティ健康保険組合に移行）
- 日本鉄道共済組合（1997年に統合、短期給付はジェイアールグループ健康保険組合に移行）
- 農林漁業団体職員共済組合（2002年に統合、短期給付は全農健康保険組合ほか各地の健康保険組合に移行）

#### 解散した組合
以下の共済組合は、2010年1月に社会保険庁廃止・日本年金機構移行に伴い解散、厚生年金・健康保険に統合された。それに伴う経過措置として、旧組合の一切の権利義務については厚生労働省共済組合及び新たに年金機構に設立される健康保険組合が承継した（平成19年7月6日法律第109号）。
- 社会保険職員共済組合

## 対象者
以下の条件を満たす職員が組合員（加入者）となる。その他の職員については厚生年金・全国健康保険協会管掌健康保険（協会けんぽ）等、別制度の加入者となる。例えば、国会議員公設秘書は国会議員秘書健康保険組合及び国会議員秘書厚生年金基金に加入し、国会議員及び地方議会議員は国民年金1号被保険者かつ国民健康保険被保険者となる。ただし、都道府県知事や区市町村長は、常時勤務に服することを要する公務員として共済組合に加入する。短期給付事業の対象となる組合員及び組合員の被扶養者は、健康保険証に相当するものとして組合員証または組合員被扶養者証を交付される。なお、退職及び死亡時は共済組合を脱退することになるが、退職者は一定の条件下において特例組合員（長期継続組合員または任意継続組合員）として一定期間継続して加入することができる。

### 公務員共済
公務員の場合、共済組合に加入できるのは正規の職員（常時勤務に服することを要する公務員）及び政令の定める基準を満たす非常勤職員等である。
常時勤務を要する職員として採用された場合、採用後半年から1年は、国家公務員法第59条等の規定により条件付採用の扱いを受けるが、共済組合には採用時から加入する。
臨時的任用職員及び非常勤職員等は、常勤職員の勤務時間以上勤務した日が1ヶ月のうち18日以上ある日が引き続き1年を超えると加入できることとされていたが、2022年10月1日以降は共済組合制度の適用対象が拡大され、週20時間以上勤務する短時間労働者（従来の協会けんぽ対象者）も採用時から共済組合に加入することとなった。
再任用職員の場合は、フルタイムの勤務の場合に限り共済組合に加入する。
なお、共済組合、共済組合連合会、独立行政法人及び一部の地方公共団体関係団体の役職員も組合員となる。

### 私立学校共済
私立学校法人または私立専修学校の勤務者については、以下の場合を除いて加入者となる。
- 船員保険に加入している者
- 専任でない者
- 常時勤務に服しない者
- 臨時使用者

学校法人内での所属や業務内容は加入者の条件とは関係なく、必ずしも教員である必要はない。この条件に当てはまらなければ事務員や調理員なども加入者となるし、法人職員や収益事業部門に所属している職員も同様に加入者となりうる。

### 短期組合員
政令の定める基準を満たす非常勤職員は、短期給付事業及び福祉事業のみ適用される短期組合員となり、長期給付事業が適用されない代わりに厚生年金1号被保険者となる。ただし、後期高齢者医療制度が適用となる短期組合員（後期高齢者等短期組合員）は短期給付事業も適用されず、福祉事業のみが適用される。

### 長期組合員
後期高齢者医療制度が適用となる組合員で短期組合員でない者は、長期給付事業及び福祉事業のみが適用される長期組合員となる。

### 長期継続組合員
組合員であった者が、任命権者等の要請等により退職出向した場合は、長期給付事業に関して引き続き組合員の地位を有する。ただし、出向先を退職したり、出向から5年を経過したとき、及び組合員が死亡したときは長期継続組合員の地位を失う。

### 任意継続組合員
組合員であった者が、退職のときから2年間は任意で組合員となることができる。健康保険における任意継続被保険者と同様の仕組みである。

## 財源
組合員である職員が負担する掛金（長期掛金・短期掛金・介護掛金・福祉掛金）と、国・地方公共団体等の負担金・掛金を財源とする。近年では、公務員の年齢構成が変わった（近年の採用抑制の影響で、1970年代以降に出生した組合員が少ない）ため、財源の枯渇が問題になっている。

## 短期給付
| 公費負担医療給付                      | 公費負担医療給付                  | 公費負担医療給付   | 3兆1222億円（007.3%）  |
| 後期高齢者医療給付                    | 後期高齢者医療給付                | 後期高齢者医療給付 | 15兆2868億円（035.3%） |
| 医療保険等給付 19兆3653億円 （45.1%） | 被用者保険 10兆2934億円 （24.0%） | 協会けんぽ         | 5兆7040億円（013.3%）  |
| 医療保険等給付 19兆3653億円 （45.1%） | 被用者保険 10兆2934億円 （24.0%） | 健康保険組合       | 3兆5259億円（008.2%）  |
| 医療保険等給付 19兆3653億円 （45.1%） | 被用者保険 10兆2934億円 （24.0%） | 船員保険           | 184億円（000.0%）      |
| 医療保険等給付 19兆3653億円 （45.1%） | 被用者保険 10兆2934億円 （24.0%） | 共済組合           | 1兆0450億円（002.4%）  |
| 医療保険等給付 19兆3653億円 （45.1%） | 国民健康保険                      | 国民健康保険       | 8兆7628億円（020.4%）  |
| 医療保険等給付 19兆3653億円 （45.1%） | その他労災など                    | その他労災など     | 3091億円（000.7%）     |
| 患者等負担                            | 患者等負担                        | 患者等負担         | 5兆1922億円（012.2%）  |
| 総額                                  | 総額                              | 総額               | 42兆9665億円（100.0%） |

それぞれの共済組合が保険者となり、組合員の疾病、負傷、出産、死亡、休業若しくは災害又は被扶養者の疾病、負傷、出産、死亡若しくは災害に関し行われる給付である。公的医療保険制度における被用者保険（健康保険）に相当する制度である。

### 法定給付
保健給付
- 療養の給付、入院時食事療養費、入院時生活療養費、保険外併用療養費、療養費、訪問看護療養費、移送費
- 家族療養費、家族訪問看護療養費及び家族移送費
- 高額療養費、高額介護合算療養費
- 出産費
- 家族出産費
- 埋葬料
- 家族埋葬料

休業給付
- 傷病手当金
- 出産手当金
- 休業手当金
- 育児休業手当金
- 介護休業手当金

災害給付
- 弔慰金
- 家族弔慰金
- 災害見舞金

### 附加給付
共済組合は政令で定めるところにより、法定給付にあわせて、これに準ずる短期給付を行うことができるとされている。

## 長期給付
長期給付としては、基礎年金に上積みされる次の3種類の共済年金（Mutual Aid Pension）、厚生年金及び退職等年金給付の支給を行っている。国家公務員等共済組合については、国家公務員共済組合連合会が行っている。2015年10月の被用者の年金制度の一元化に伴い、共済年金の制度は厚生年金の制度に統一された。ただし統合後も国家公務員等共済組合については、国家公務員共済組合連合会が行うことになっている。なお、一元化前に給付理由が生じた者に対しては、従前どおり共済年金が支給される。

### 老齢厚生年金（旧退職共済年金）
組合員期間（被保険者であった期間）、保険料を納付した期間及び保険料の納付を免除された期間が25年以上である組合員で、かつ退職した者に対し、原則として65歳に達したときに支給される報酬比例年金である。ただし、当分の間、特例により特別支給の退職厚生年金（退職共済年金から変更。定額部分を含まない）が支給される。特別支給の退職厚生年金は支給開始年齢を60歳から段階的に上昇させており、2018年では63歳となっている。
65歳からの退職厚生年金は、老齢厚生年金相当額に組合員期間の長さに応じて異なる報酬比例の加算額（経過的職域加算額）を加えた額が基本である。なお、別途厚生労働省（日本年金機構が事務を扱う）から老齢基礎年金が支給される。

### 障害厚生年金（旧障害共済年金）
組合員が、次の1から3に該当したときに支給される報酬比例の年金である。
- 組合員である間に初診日のある傷病により、障害認定日（初診日から1年6か月を経過した日又はその前に症状が固定したときはその日）に障害の程度が1級から3級までの障害の状態にあるとき。
- 障害認定日に3級以上に該当しなかったが、同一傷病により、その後65歳に達する日の前日までの間に3級以上に該当し、請求したとき。
- 65歳に達する日の前日までに、組合員である間に初診日のある傷病と組合員となる前にあったほかの障害と併合して、初めて2級以上の障害の状態になったとき。

障害厚生年金相当額に組合員期間の長さに応じて異なる報酬比例の加算分（職務上の傷病による死亡には割増がある）を加えた額が基本額となる。
障害等級1級及び2級の受給者には国民年金（障害基礎年金）も支給される。
年金一元化前に給付理由が生じた者は障害共済年金として職域加算額が支給されるが、次の条件に該当する場合は支給が制限される。
- 障害共済年金を支給されている場合、共済組合加入中（在職中）は障害共済年金のうち職域加算額の支給が停止される[10]。被用者年金一元化以前の障害共済年金は在職中、年金の一部または全額が支給停止されていたが、障害厚生年金制度に合わせて在職中も支給されるように変更になった[11]。
- 障害共済年金を支給されている場合、かつ、禁錮以上の刑に処せられた場合または停職以上の懲戒処分を受けた場合は障害共済年金のうち職域加算額の支給が5年間停止される[12]。また、禁固以上の刑を執行されている間も職域加算額の支給が停止される。

### 遺族厚生年金（旧遺族共済年金）
組合員や退職共済年金の受給権者等が死亡した場合に、配偶者等の遺族に支給される報酬比例の年金である。
- 遺族の順序と範囲　遺族共済年金を受け取ることができる遺族は、組合員又は組合員であった者の死亡当時、その者によって生計を維持していた者であり、その順序は次のとおりである。
  - 配偶者及び子
  - 父母
  - 孫
  - 祖父母

なお、子又は孫については、18歳に達する日以後の最初の3月31日までの間にあってまだ配偶者がいない者、又は組合員もしくは組合員であった者の死亡の当時から引き続き障害の程度が1級又は2級に該当している者。
遺族厚生年金相当額に組合員期間の長さに応じて異なる報酬比例の加算分（職務上の傷病による死亡には割増がある）を加えた額が基本額となる。一定の場合には国民年金（遺族基礎年金）も支給される。

### 退職等年金給付制度
被用者年金一元化に伴い、旧共済年金制度に存在した職域加算額が廃止になったことに伴い、3階建て年金の制度として本制度が創設された。企業年金（確定給付年金）に相当する退職年金（年金払い退職給付）、公務災害による補償としての公務障害年金または公務遺族年金が受給理由に応じて支給される。本制度は各共済組合法に基づく制度であり、国家公務員退職手当法に基づく退職手当、労働者災害補償保険制度に相当する国家公務員災害補償法・地方公務員災害補償法に基づく障害補償及び遺族補償年金とは、それぞれ異なる制度である。

## 福利厚生事業
福祉掛金により実施する事業。共済組合は、組合員とその被扶養者のために次の事業を行うことができる。実施内容は共済組合により異なる。
- 健康教育、健康相談、健康診査など健康増進事業
- 職員会館や保養所、共済の宿などの設置や経営
- 組合員の利用に供する財産の取得、管理又は貸付け
- 財形貯蓄、貯金、貸付事業など
- 生活必需品の購買あっせん
- その他の福祉事業